# La Crestellera
La Crestellera és una muntanya de 733 metres que es troba al municipi d'Àger, a la comarca catalana de la Noguera.